# یون سونگ-بین
یون سونگ-بین (انگلیسی: Yun Sung-bin؛ زادهٔ ۲۳ مهٔ ۱۹۹۴) ورزشکار اسکلتون اهل کره جنوبی است.
وی در مسابقات کشوری و بین‌المللی در مجموع برندهٔ ۲ مدال طلا، ۳ مدال نقره شده‌است.